# Szászy István
Szászy István (Budapest, 1899. december 1. – Budapest, 1976. április 10.) nemzetközi jogász, jogtudós, kodifikátor, az MTA levelező tagja.

## Élete
Apja Szászy Béla jogász, jogakadémiai tanár volt, aki 1913-ban az Igazságügyi Minisztérium munkatársaként részt vett a Magánjogi Törvényjavaslat második szövegének a kidolgozásában, 1922-ben pedig igazságügyi államtitkárként az ötödik szöveget kidolgozó kodifikációs bizottságot vezette. Szászy Béla 1919-ben rövid ideig a miniszteri tisztséget is betöltötte.
István 1917-ben a Trefort utcai gimnáziumban érettségizett. Ugyanebben az évben katonai szolgálatra jelentkezett. A galíciai és olasz fronton harcolt, a padovai fegyverszünetet követően négy hónapos hadifogságba került. 1918-1922 között a Magyar Királyi Tudományegyetemen jogot hallgatott. 1923-1924-ig Párizsban az École des Sciences Politiques diplomáciai és a Sorbonne jogi tagozatán tanult. Hazatérte után Budapesten 1925-ben diplomáciai, 1926-ban egységes bírói-ügyvédi szakvizsgát tett. 1926-1937 között törvényszéki, illetve ítélőtáblai rangban az Igazságügyi Minisztérium nemzetközi jogi osztályán dolgozott.
1931-ben a budapesti egyetemen nemzetközi magánjogból egyetemi magántanárként habilitált. 1934-ben előadói meghívást kapott a londoni Grotius Society-től és a hágai Académie de Droit International-tól. 1938-tól 1941 végéig a függetlenné vált egyiptomi kormány meghívására tagja volt a Nemzetközi Vegyes Bíróságnak, melynek joghatósága a külföldiek egymás közötti, valamint a külföldiek és az egyiptomiak közötti perekre terjedt ki. Szászy a bírói munka mellett a francia Eduard Lamberttel együttműködve részt vett az egyiptomi polgári törvénykönyv tervezetének elkészítésében is.
1942-1945 között a kolozsvári Ferenc József Tudományegyetemen rendkívüli egyetemi tanári beosztásban magánjogot oktatott. Ezt követően 1950-ig a budapesti Pázmány Péter Tudományegyetemen mint nyilvános, rendes tanár adott elő, 1947-től az I. számú Magánjogi Tanszéket is vezette. Közben az igazságügyminiszter felkérésére elkészítette a magyar nemzetközi magánjogi törvénytervezetét (129 §), melyet 1948-ban megjelentetett.
1949-ben nem írta alá a Mindszenty József hercegprímást elítélő nyilatkozatot. Ötvenegy éves korában nyugdíjazták. Az 1950-es években Réczei László támogatásával szakfordítói munkákból élt, 1956-ban Nizsalovszky Endre állt ki mellette.
1963-ban az Institut de Droit International előbb levelező, majd 1965-ben rendes tagjává választotta. 1964-ben és 1973-ban újra vendégelőadónak hívta a hágai Académie de Droit International. A hatvanas évektől rendszeresen felszólalt az intézet kongresszusain (Edinburgh, Zágráb, Róma).
1976-ban autóbalesetben hunyt el, a leányfalui temetőben nyugszik.

## Értékelése
Asztalos László szerint „magánjogi oktatása széles körű külföldi joganyag rendszeres ismertetésén alapult, de kevésbé volt szerencsés angolszász eredetű analitikus szemlélete. Jogösszehasonlító tevékenysége, mely a Szladits iskola hagyományain alapult, s a felszabadulás előtt haladónak volt tekinthető, a felszabadulás után már nem mindig elégítette ki a szükségleteket. A különböző társadalmi rendszerek joga közötti lényeges különbségek megmutatására már kevésbé terjedt ki a figyelme.”
Karlócai János írja: „Szászy István tudományos kutatásait és ezekből levont megállapításait annyira nagyra tartották, hogy a nemzetközi munkajogról írott kézikönyve előbb jelent meg Leydenben angolul, majd 1969-ben Budapesten magyarul.”

## Fontosabb publikációi
- Az államok közötti utódlás elmélete. Grill Károly Kiadó Vállalata, Budapest 1928, 719 o.
- A szerződő felek jogszabályválasztó joga a nemzetközi kötelmi jogban. Tébe Könyvkiadó, Budapest 1929, 329 o.
- Nemzetközi magánjog, MTA, Budapest, 1938.
- A kötelmi jog általános tanai. Grill Károly Kiadó Vállalata, Budapest 1943, 325 o.
- Magyar Nemzetközi Magánjog Törvénytervezet és Indokolás. Egyetemi Nyomda, Budapest 1948.
- Az európai népi demokráciák nemzetközi magánjoga. Akadémiai Kiadó, Budapest 1962. 318 o. (angolul megjelent 1964-ben)
- Nemzetközi Polgári Eljárásjog. Közgazdasági és Jogi Könyvkiadó, Budapest, 1963. 751 o. (angolul megjelent 1967-ben)
- Nemzetközi Munkajog – Összehasonlító tanulmány. Közgazdasági és Jogi Könyvkiadó, Budapest, 1969. 667 o.
- Jogszabályütközések. A nemzetközi magánjog és a rokon jogágak alapelvei a szocialista, a tőkés és a fejlődő országokban. Közgazdasági és Jogi Könyvkiadó, Budapest, 1973. 568 o. (angolul megjelent 1974-ben)